# Sheyenne River
Der Sheyenne River (früher teilweise auch Cheyenne River) ist einer der wichtigsten Nebenflüsse des Red River of the North. Er hat eine Länge von etwa 506 Meilen (814 km, nach anderen Quellen 951 km) und verläuft im östlichen North Dakota.
Der Fluss ist nach dem Volk der Cheyenne benannt, der Dakota-Name wurde von Joseph Nicolas Nicollet als Shayen-oju wiedergegeben. Die Cheyenne lebten eine Zeit lang entlang des Flusses, waren aber zu Nicollets Zeit bereits auf die andere Seite des Missouri vertrieben worden. Dort lebten sie vorübergehend an einem Fluss, der heute Cheyenne River genannt wird. 1896 normierte das United States Board on Geographic Names die Schreibung auf Sheyenne.
Der Sheyenne hat seinen Ursprung im Sheridan County, zentral in Norddakota. Er fließt überwiegend in östlicher Richtung durch die Spirit Lake Reservation und südlich am Devils Lake vorbei, bevor er nahe McVille seine Richtung nach Süden ändert. Anschließend fließt er durch Griggs County und Barnes County, bevor er sich nahe Lisbon nach Nordosten wendet. Der Fluss wird nördlich von Valley City vom Baldhill Dam zum Lake Ashtabula aufgestaut.
Bei Lisbon durchfließt der Fluss das Sheyenne National Grassland und erreicht Cass County nahe dem Ort Kindred.
Dieser Flussabschnitt

ist beliebt bei Kanuten und Outdoor-Enthusiasten. Ab Kindred fließt der Fluss in nordnordöstlicher Richtung durch fruchtbare Ebenen des Red-River-Tals.
Der Charakter des Flusses ändert sich bei Verlassen der sandigen Grasslands. Nun nimmt er fruchtbaren Lehmboden des Red River Valley auf. Früher stellte der Fluss eine Überschwemmungsgefahr für die Städte West Fargo und Harwood dar, in dessen Nähe der Sheyenne River in den Red River of the North mündet. Dank eines Ableitungskanals, der nahe Horace erbaut wurde, überstanden die wichtigsten Städte am Sheyenne River das Hochwasser des Jahres 1997. Es traf jedoch die Städte Grand Forks und East Grand Forks.
Ohne das endorheische Becken des Devils Lake ist das Einzugsgebiet des Sheyenne etwa 17.897 Quadratkilometer groß.